# Maëva Djaldi-Tabdi
Maëva Djaldi-Tabdi est une joueuse de basket-ball tchadienne et française, née le 3 décembre 1998 à Cayenne (Guyane).

## Biographie
Née en France de parents tchadiens, elle acquiert la nationalité française le 15 octobre 2002, par l'effet collectif attaché à la naturalisation de son père.
Durant l'été 2016, elle conquiert le titre de championne d'Europe U18 où elle dispute 7 rencontres pour des moyennes de 6,0 points, 7,6 rebonds (10e du tournoi) et 1,6 passe décisive.
Sœur de Clarince Djaldi-Tabdi, elle signe en juin 2016 à sa sortie du Centre fédéral (7,2 points et 5,5 rebonds de moyenne pour 8,6 d'évaluation par match en 2015-2016) avec les Flammes Carolo comme 10e joueuse de l'effectif. De ce fait, son temps est réduit à quelques minutes sur 15 rencontres pour 1,6 point de moyenne et 2,4 points et 1,8 rebond en Eurocoupe. Durant l'été 2017, elle dispute successivement le championnat d'Europe U20 et le championnat du monde U19 conclus respectivement par une 4e et 5e place. En huitième de finale avec les U20, elle inscrit 19 points et prend 18 rebonds face aux Pays-Bas ou 11 points et 8 rebonds face à l'Espagne en match de classement avec les U19.
En novembre 2016, elle s'est engagée avec l'équipe universitaire américaine de l'Orange de Syracuse.

## Palmarès
- Médaille d'argent championnat d'Europe U18 2015
- Médaille d'or au championnat d'Europe U18 2016
- Médaille d'or en 3x3 aux Jeux mondiaux de plage de 2019[8]